# Svizzera all'Eurovision Song Contest 1992
La Selezione Svizzera per l'Eurofestival 1992 si svolse a Lugano il 23 febbraio 1992 e presentata da Alessandra Marchese.

## Canzoni in ordine di classifica
| Posizione | Canzone                        | Artista           |
| 1.        | Soleil soleil                  | Geraldine Olivier |
| 2.        | Mister Music Man               | Daisy Auvray      |
| 3.        | Marie-Blanche                  | Michel Audrey     |
| 4.        | Immer gewinnen kannst du nicht | Philippe Roussel  |
| 5.        | Vento da nord                  | Mary              |
| 6.        | Apro le mani                   | Mario D'Azzo      |
| 7.        | Un monde sans musique          | K. Loren          |
| 8.        | Non sei più la mia bambina     | Renato Mascetti   |
| 9.        | Heut' nacht                    | Guido Bugmann     |
| 10.       | Es geht uns alle an            | Daniel Stein      |